# Marjut Rolig
Marjut Rolig-Lukkarinen (* 4. Februar 1966 in Lohja) ist eine ehemalige finnische Skilangläuferin.

## Werdegang
Marjut Rolig-Lukkarinen lief ihr erstes Weltcuprennen im Dezember 1990 in Tauplitzalm und belegte dabei den achten Platz. Bei den Nordischen Skiweltmeisterschaften 1991 im Val di Fiemme errang sie den neunten Platz jeweils über 10 km Freistil und über 15 km klassisch, den sechsten Platz über 5 km klassisch und den vierten Platz mit der Staffel. In der Saison 1991/92 erreichte sie in Kavgolovo mit dem zweiten Platz über 15 km klassisch ihre erste Weltcuppodestplatzierung. Bei den Wettbewerben der Olympischen Winterspiele 1992  in Albertville, die ebenfalls zum Weltcup gehörten, gewann sie die Silbermedaille über 15 km klassisch und die Goldmedaille über 5 km klassisch. Beim folgenden Weltcup in Lahti wurde sie Dritte über 30 km klassisch. Die Saison beendete sie auf den vierten Platz. Im folgenden Jahr holte sie bei den Nordischen Skiweltmeisterschaften in Falun die Bronzemedaille über 15 km. Ihre besten Resultate bei den Olympischen Winterspielen 1994 in Lillehammer waren der achte Platz über 30 km klassisch und der vierte Rang mit der Staffel. Nach der Saison 1993/94 beendete sie ihre Karriere.
1992 wurde sie in Finnland Sportlerin des Jahres.

## Teilnahmen an Weltmeisterschaften und Olympischen Winterspielen

### Olympische Spiele
- 1992 Albertville: 1. Platz 5 km klassisch, 2. Platz 15 km klassisch, 4. Platz 15 km Verfolgung, 4. Platz Staffel
- 1994 Lillehammer: 4. Platz Staffel, 8. Platz 30 km klassisch, 14. Platz 5 km klassisch, 21. Platz 15 km Verfolgung

### Nordische Skiweltmeisterschaften
- 1991 Val di Fiemme: 4. Platz Staffel, 6. Platz 5 km klassisch, 9. Platz 15 km klassisch, 9. Platz 10 km Freistil
- 1993 Falun: 3. Platz 15 km klassisch, 4. Platz Staffel, 7. Platz 5 km klassisch, 9. Platz 15 km Verfolgung

## Weltcupsiege im Einzel
| Nr. | Datum            | Ort         | Disziplin        |
| --- | ---------------- | ----------- | ---------------- |
| 1.  | 13. Februar 1992 | Albertville | 5 km klassisch 1 |

## Weltcup-Gesamtplatzierungen
| Saison  | Platz | Punkte |
| ------- | ----- | ------ |
| 1990/91 | 11.   | 46     |
| 1991/92 | 4.    | 122    |
| 1992/93 | 9.    | 285    |
| 1993/94 | 16.   | 172    |